# Вентри
Вентри (англ. Ventry; ирл. Ceann Trá, Кянн-Тра) — деревня в Ирландии, находится в графстве Керри (провинция Манстер). Является частью Гэлтахта.
Население — 405 человек (по переписи 2006 года).

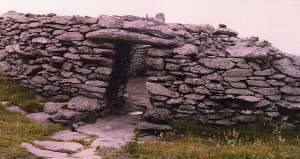
Форт Данбег

Вентри был местом высадки 28 спасённых греческих моряков грузового судна «Диамантис», после того как их судно было потоплено германской подлодкой U-35 3 октября 1939 года. В 2009 году в деревне установлена памятная плита, в честь этого события .